# Le Club Vinland
Pour plus de détails, voir Fiche technique et Distribution.
Le Club Vinland est un film québécois réalisé et co-écrit par Benoît Pilon. Le long-métrage devait initialement sortir en salle le 17 avril 2020, mais la fermeture des salles de cinéma au Québec à cause de la pandémie de Covid-19 a retardé la sortie jusqu'au 2 avril 2021.

## Synopsis
Se déroulant en 1949 dans un collège catholique pour garçons, l'histoire relate celle d’un frère enseignant, qui est convaincu que les Vikings se seraient installés dans la région de Charlevoix, dans le Vinland, et seraient donc les premiers découvreurs de l’Amérique. Sûr de son fait, il entraîne ses jeunes étudiants dans d’importantes fouilles archéologiques.

## Fiche technique
Source : IMDb et Films du Québec
- Titre original : Le Club Vinland
- Réalisation : Benoît Pilon
- Scénario : Normand Bergeron, Marc Robitaille et Benoît Pilon
- Musique : Pierre Lapointe et Guido Del Fabbro
- Direction artistique : Louise Tremblay
- Conception visuel : Patrice Bengle
- Costumes : Francesca Chamberland
- Maquillage : Kathryn Casault
- Coiffure : André Duval (en)
- Photographie : François Gamache (en)
- Son : Gilles Corbeil, Olivier Calvert, Bernard Gariépy Strobl, Stéphane Bergeron
- Montage : Richard Comeau
- Production : Chantal Lafleur
- Société de production : Productions Avenida
- Société de distribution : Les Films Opale
- Budget : 4 100 000 $ CA
- Pays de production :  Canada
- Tournage : 29 jours entre le 15 février et la fin mai 2019, à Montréal, Saint-Césaire et dans la région de Charlevoix
- Langue originale : français
- Format : couleur  – 1.85:1
- Genre : drame historique
- Durée : 125 minutes
- Dates de sortie :
  - Chine : 22 août 2020 (première au Festival international du film de Pékin)
  - Canada : 2 avril 2021 (sortie en salle au Québec)

## Distribution
- Sébastien Ricard : frère Jean (Picard)
- Arnaud Vachon : Émile Lacombe
- Rémy Girard : frère Léon, le frère directeur
- François Papineau : frère Cyprien
- Xavier Huard : frère Mathieu
- Fabien Cloutier : frère Lucien (Lulu)
- Alexandre Perreault : Jérôme Dubé
- Alexis Guay : Chouinard
- Xavier Rivard-Désy : François Bergeron
- Émilie Bibeau : Marguerite Lacombe, mère d'Émile
- Guy Thauvette : frère Roséa, le frère visiteur
- Guy Sprung (en) : le professeur James Thompson
- Jacques Allard : le professeur Dubois
- Michel Laperrière : doyen de la faculté d'histoire
- Émile Schneider : M. Grégoire, jeune professeur
- Serge Bonin : prêtre homélie

## Distinctions

### Récompenses
- Gala Québec Cinéma 2021 :
  - Prix Iris du meilleur acteur pour Sébastien Ricard
  - Prix Iris de la meilleure direction artistique
  - Prix Iris des meilleurs costumes

### Nominations
- Gala Québec Cinéma 2021 :
  - Prix Iris du meilleur film
  - Prix Iris de la meilleure réalisation pour Benoît Pilon
  - Prix Iris du meilleur scénario pour Benoît Pilon, Marc Robitaille et Normand Bergeron
  - Prix Iris du meilleur acteur de soutien pour Rémy Girard
  - Prix Iris de la révélation de l'année pour Arnaud Vachon
  - Prix Iris de la meilleure direction de la photographie
  - Prix Iris de la meilleure musique originale
  - Prix Iris de la meilleure coiffure
  - Prix du public